# StarCraft 2

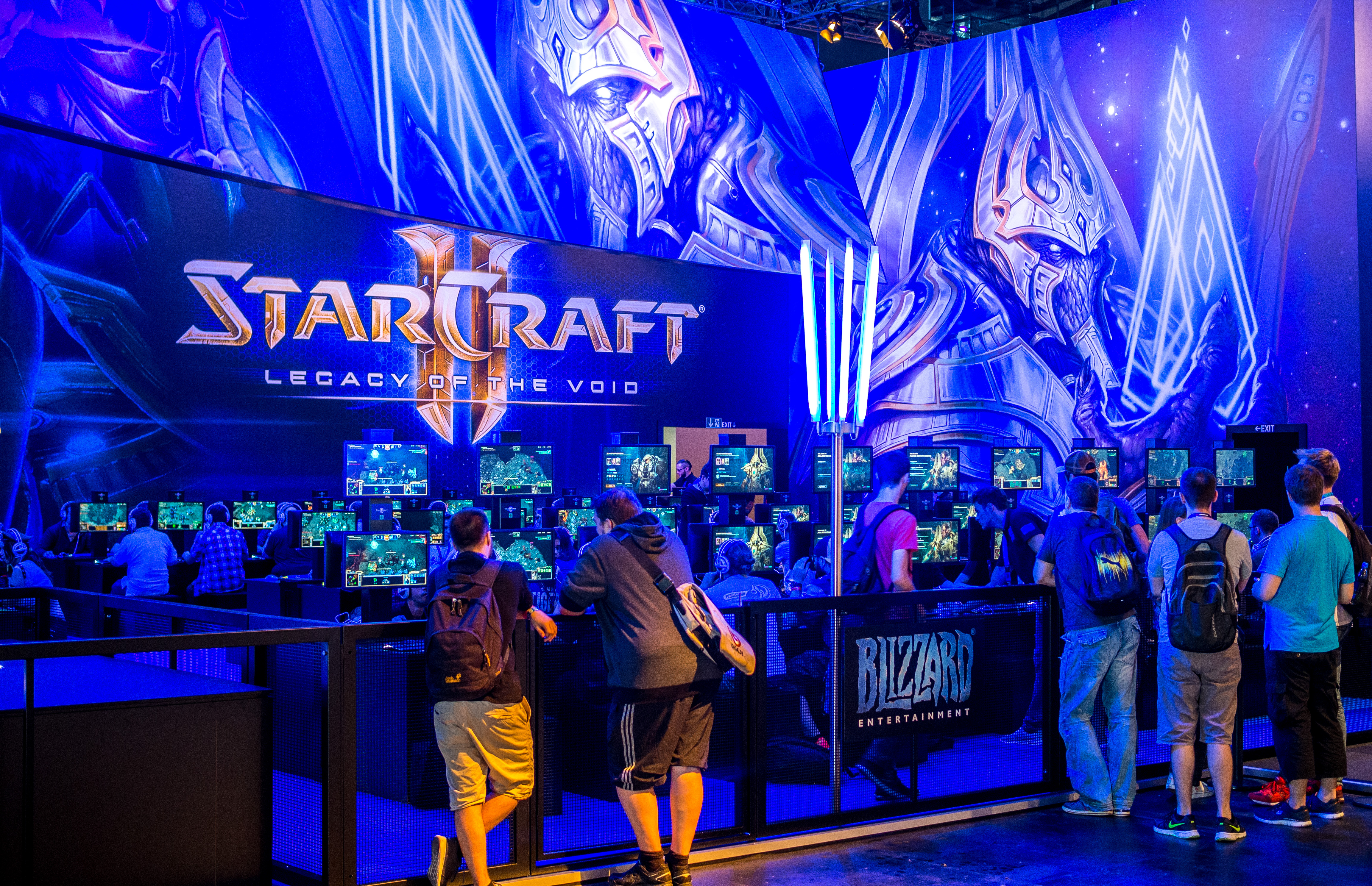
StarCraft a été et reste un esport très populaire pour lequel de nombreuses compétitions sont organisées (ici à la Gamescon 2015)

StarCraft 2 (pouvant être orthographié StarCraft II) est un jeu vidéo de stratégie en temps réel (STR) créé par Blizzard Entertainment comme suite du jeu vidéo à succès StarCraft sorti en 1998. Il reprend les mécanismes principaux qui ont fait le succès de son prédécesseur tout en améliorant certains aspects.
Situé dans un futur fictif, le mode campagne de StarCraft II se concentre sur une lutte galactique pour la domination parmi les différentes races fictives de StarCraft. Il est divisé en trois parties ayant chacune un focus sur un protagoniste d'une des trois races : Wings of Liberty (sorti en 2010), Heart of the Swarm (2013) et Legacy of the Void (2015). Enfin, un pack de campagne final appelé StarCraft II : Nova Covert Ops a été publié en 2016.
Des compétitions d'esports StarCraft II ont été créées, y compris par des entreprises autres que Blizzard. D'abord populaire et principalement dominé par la Corée du Sud, la popularité du jeu gagne rapidement d'autres régions.
Depuis novembre 2017, le mode multijoueur de StarCraft 2, le mode coopératif et la première campagne solo sont gratuits.

## Histoire
L'histoire de StarCraft 2 continue sur l'histoire des versions originales de StarCraft, traitant des races de StarCraft et des personnages de StarCraft .
Wings of Liberty se déroule quatre ans après les événements de StarCraft: Brood War et se concentre sur le conflit entre la faction rebelle de Jim Raynor et le régime du Dominion Terran dirigé par son empereur, Arcturus Mengsk. Les Zergs réapparaissent comme une menace fréquente, bien que Raynor récupère finalement leur reine Sarah Kerrigan, frappée d'incapacité, sur le monde natal des Zergs.
Dans Heart of the Swarm, le Dominion attaque Raynor et Kerrigan, et l'histoire suit principalement les exploits de Kerrigan contre les forces de Mengsk ainsi que les hybrides Protoss-Zerg nouvellement apparus.
Dans Legacy of the Void, les Protoss sont les protagonistes, menés par Zeratul et Artanis, luttant contre l'architecte des hybrides Protoss-Zerg, le malveillant étant connu sous le nom d'Amon. Dans un court épilogue après la fin de Legacy of the Void, les trois factions s'unissent pour affronter Amon à l'intérieur du Void.
Nova Covert Ops se déroule quelque temps après la défaite finale d'Amon et suit l'agent fantôme Nova alors qu'elle découvre une conspiration qui menace le Dominion Terran réformé.

## Jeux
| 2010 | StarCraft 2: Wings of Liberty   |
| 2011 |                                 |
| 2012 |                                 |
| 2013 | StarCraft 2: Heart of the Swarm |
| 2014 |                                 |
| 2015 | StarCraft 2: Legacy of the Void |
| 2016 | StarCraft 2: Nova Covert Ops    |

Tous les jeux de la série principale sont des jeux de stratégie en temps réel, dans lesquels le joueur visualise les événements en tant que commandant militaire de chacune des trois espèces.
Initialement envisagé comme un jeu unique, StarCraft II a été divisé en trois parties au cours du développement, une pour se concentrer sur chaque race. Le jeu de base, Wings of Liberty, suit les Terrans, tandis que deux packs d'extension, Heart of the Swarm et Legacy of the Void, ont été publiés pour compléter Wings of Liberty et approfondir l'histoire du point de vue des Zergs et des Protoss, respectivement,,.
StarCraft II : Wings of Liberty est la suite officielle de StarCraft : Brood War. Le jeu a été annoncé lors du Worldwide Invitational en Corée du Sud le 19 mai 2007 avec une bande-annonce de scène cinématique pré-rendue et une démonstration de gameplay des Protoss et a été publié pour Windows et Mac OS X par Blizzard Entertainment le 27 juillet 2010,. D'autres démonstrations concernant les nouvelles fonctionnalités du jeu ont été présentées lors des BlizzCons et d'autres conventions de jeux ultérieures. Le jeu intègre un nouveau moteur graphique 3D et ajoute de nouvelles fonctionnalités comme le moteur physique Havok. StarCraft II intègre également des effets de niveau DirectX 10 dans Windows. L'histoire de Wings of Liberty se poursuit quatre ans après la conclusion de Brood War et tourne autour des luttes de Jim Raynor contre le Dominion Terran.
StarCraft II : Heart of the Swarm est un pack d'extension de StarCraft II : Wings of Liberty et est sorti le 12 mars 2013. Il s'agit de la deuxième partie de la trilogie StarCraft II . L'extension comprend des unités supplémentaires et des changements multijoueurs de Wings of Liberty, ainsi qu'une campagne continue axée sur Kerrigan et la race Zerg. Il s'étend sur 27 missions (20 missions principales et 7 missions secondaires).
La saga de StarCraft s'achève finalement avec StarCraft II : Legacy of the Void, sorti le 10 novembre 2015. StarCraft II : Legacy of the Void est un jeu autonome dans lequel de nouvelles unités sont ajoutées aux trois races ainsi que des unités existantes modifiées, et apporte également des changements révolutionnaires à l'aspect économique du jeu. L'histoire de StarCraft se termine en suivant la race Protoss dans leur quête pour récupérer leur monde natal et pour que Kerrigan finisse par tuer la plus grande menace pour l'univers entier. Le jeu est divisé en un prologue de 3 missions, une campagne principale de 19 missions et un épilogue de 3 missions qui résume le tout.
Lors de la BlizzCon 2015, lors de la présentation « L'avenir de StarCraft II », il a été révélé que Blizzard publierait des packs de missions supplémentaires pour maintenir l'engagement des joueurs dans StarCraft II,. Le pack de missions Nova Covert Ops se compose de trois épisodes, avec un total de neuf nouvelles missions. Il ne nécessitait pas l'achat de StarCraft II et pouvait être joué avec l'édition Starter. La date de sortie du premier épisode était le 29 mars 2016,. Dans le même temps, Blizzard a annoncé que de nouveaux commandants devraient être ajoutés au mode Co-Op dans Legacy of the Void en tant que DLC, Karax étant le premier ajout gratuit.

## Développement
StarCraft II a été annoncé le 19 mai 2007, près d'une décennie après l'original, lors du Blizzard Worldwide Invitational à Séoul, en Corée du Sud,. StarCraft II était en cours de développement, sous le nom de code Medusa, pour une version simultanée sur Windows XP, Windows Vista et Mac OS X. Blizzard a annoncé une date de sortie pour le 27 juillet 2010. Le développement du jeu a commencé en 2003, peu de temps après la sortie de Warcraft III : The Frozen Throne.

## Musique
La bande originale de StarCraft II a été réalisée par Derek Duke, Glenn Stafford, Neal Acree et Russell Brower.
Brower, directeur audio de Blizzard, a suggéré que la musique de StarCraft remplit deux fonctions : la musique entendue pendant le jeu est conçue pour être discrète afin de permettre au joueur de se concentrer, seule la musique qui s'attache aux intermèdes cinématiques étant autorisée à devenir plus distinctif. Brower a également souligné que certains thèmes musicaux de StarCraft II sont associés à certains personnages, une technique empruntée à des compositeurs tels que John Williams et Richard Wagner .
Le matériel original de la bande originale de Wings of Liberty s'étend sur environ quatre heures. Brower a déclaré dans des interviews que son équipe recherchait consciemment une ambiance de film pour StarCraft II. Dans un bref commentaire fourni à Blizzard, il a raconté que la musique orchestrale de StarCraft II : Wings of Liberty avait été interprétée par 78 membres du San Francisco Symphony and Opera et enregistrée sur la scène Skywalker du Lucasfilm Ranch dans le comté de Marin, en Californie, sous le nom « Skywalker Symphony Orchestra », dirigé par Eímear Noone . Brower a également rappelé l'utilisation d'un chœur de 32 voix à Seattle, Washington. Ces deux sessions d'enregistrement ont été mixées par John Kurlander, qui avait déjà travaillé sur Le Seigneur des Anneaux de Peter Jackson et Abbey Road des Beatles. Les morceaux country et blues terriens ont été enregistrés au studio Dreamland à Woodstock, New York et interprétés par des membres du groupe de Peter Gabriel, dont le bassiste Tony Levin et le batteur Jerry Marotta . Les morceaux restants ont été enregistrés dans les studios Blizzard, interprétés par des musiciens tels que Laurence Juber (anciennement de Wings ) et Tommy Morgan. La bande originale contient également l'hymne de John Bacchus Dykes et William Whiting , Eternal Father, Strong to Save (1860).
La musique orchestrale de Heart of the Swarm a également été enregistrée dans le comté de Marin, toujours avec les services de Kurlander et Noone, avec 80 interprètes du Skywalker Symphony Orchestra.
Brower a déclaré dans une interview en 2013 qu'il avait l'intention de poursuivre le processus de thèmes musicaux associatifs dans Legacy of the Void.

## Réception
| Jeux                            |
| StarCraft 2: Heart of the Swarm |
| StarCraft II: Nova Covert Ops   |
| StarCraft 2: Wings of Liberty   |
| StarCraft 2: Legacy of the Void |
| ------------------------------- |

La sortie de StarCraft II : Wings of Liberty s'est très bien déroulée sur le plan commercial et critique, se vendant à 1,8 million d'exemplaires dans les quarante-huit heures suivant sa sortie, ce qui bat le record du jeu de stratégie le plus vendu de l'histoire de l'industrie du jeu vidéo. Il a reçu des critiques très positives avec un score global GameRankings de 93 % et a été nommé comme "Meilleur jeu PC de 2010" sur GameSpot. Fin 2012, Wings of Liberty s'était vendu à plus de 6 millions d'exemplaires. Ce succès s'est poursuivi avec la sortie du premier pack d'extension, StarCraft II : Heart of the Swarm, qui a obtenu un score global de 86 % au GameRankings. Le pack d'extension autonome s'est vendu à 1,1 million d'exemplaires dans les deux premiers jours suivant sa sortie le 12 mars 2013 et a été le jeu PC le plus vendu au cours de ce trimestre. StarCraft II: Legacy of the Void, le troisième pack d'extension, a été également bien accueilli, avec un score global de 88 % au GameRankings tout en se vendant à plus d'un million d'exemplaires dans le monde dès le premier jour de sa sortie.
Les séries StarCraft et StarCraft II avaient vendu plus de 17,6 millions d'exemplaires de jeux et d'extensions à la fin de 2015,,. Fin 2017, Blizzard avait répertorié la franchise StarCraft combinée parmi ses marques dont le chiffre d'affaires à vie s'élevait à plus d'un milliard de dollars.

## Modes de jeu multijoueur
Outre les campagnes solo correspondant aux quatre extensions, StarCraft II propose plusieurs modes de jeu multijoueurs, dont les plus courants sont les modes « versus » et le mode « co-op ».

### Contre
Le mode versus peut être 1v1, 2v2, 3v3, 4v4, les chiffres indiquant le nombre de joueurs par équipe. Le mode 1v1 est le plus connu et constitue la base de la compétition esport (voir ci-dessous). Dans ce document, les joueurs collectent des points d'expérience et des réalisations, mais ceux-ci n'affectent pas le gameplay futur en soi. La complexité du jeu augmente à mesure que le joueur progresse dans les rangs, sur la base d'un système de matchmaking basé sur le nombre de victoires et de défaites. La soi-disant « échelle », l'ordre de tous les joueurs, est organisée par région géographique et se compose de niveaux appelés ligues, allant du bronze le plus bas, en passant par l'argent, l'or, le platine, le diamant, le maître et, à son tour, le plus haut, le grand maître. ligue.
À mesure que le nombre de joueurs par équipe augmente, les cartes sur lesquelles ils peuvent jouer changent également. Il est également possible de jouer à des tournois multijoueurs dans chaque taille d'équipe, où une équipe gagne ou est éliminée. Le mode versus inclut également l'option "Archon", où les matchs sont ostensiblement 1v1 mais où plus d'un joueur humain contrôle ce qui est habituellement contrôlé par une seule personne.

### Coopérative
Le mode coopératif implique deux joueurs humains jouant contre une IA utilisant des personnages de héros spéciaux, et où la collecte d'XP conduit à une mise à niveau qui à son tour affecte le gameplay futur. Les héros sont calqués sur les personnages de la campagne solo, modifiés avec des capacités supplémentaires. Ce mode propose également ce qu'on appelle des "mutations", où les paramètres du jeu changent afin de présenter un plus grand défi. Vous avez le choix entre 18 commandants coopératifs au total, répartis également entre les trois races (6 de chaque). Le mode coopératif reprend les héros du scénario principal du jeu, bien que tous les héros (46 héros) ne soient pas des personnages jouables.

### Archonte
Le mode Archonte permet à deux joueurs de contrôler une seule base et armée. Cette fonctionnalité a été introduite dans l'extension "Legacy of the Void". Le concept central du mode Archonte est le travail d'équipe et la coordination, car les deux joueurs doivent communiquer efficacement et se diviser les tâches pour être efficaces.

## Compétitions professionnelles
Depuis sa sortie, StarCraft II a été joué de manière professionnelle dans le monde entier, même si, tout comme la compétition professionnelle de son prédécesseur StarCraft: Brood War, le plus haut niveau de jeu a toujours été centré en Corée du Sud.
Depuis la sortie de StarCraft II, un certain nombre de tournois ont été organisés en Corée et ailleurs, comme la Global StarCraft II League (GSL).
Le jeu était largement considéré comme le plus grand esport au monde au cours de ses premières années et a été reconnu pour avoir amené l'esport au reste du monde de la même manière que l'original l'a amené en Corée du Sud. Il a depuis connu un déclin et une résurgence plus récente à la suite de sa transition vers un modèle économique free-to-play,.
En 2012, Blizzard a lancé les StarCraft II World Championship Series (WCS) en tant que principal circuit de tournois StarCraft II sanctionné. Depuis 2013, les ligues individuelles coréennes comme la Global StarCraft II League (GSL) et les événements non coréens comme Intel Extreme Masters (IEM) et Dreamhack ont été inclus dans le système WCS, distribuant des points et garantissant des places qui qualifient les joueurs pour le Global. Finales, organisées chaque année à la BlizzCon.
Depuis 2020, Blizzard a changé le format des WCS en concluant un partenariat de trois ans avec les organisateurs d'esports ESL et DreamHack.

## Utilisation en intelligence artificielle
En novembre 2016, la branche DeepMind d'Alphabet a annoncé une collaboration avec Blizzard pour créer « une plateforme de test utile pour la communauté de recherche en IA au sens large ».
StarCraft II a été utilisé dans le domaine de l'apprentissage par renforcement multi-agents dans un double objectif :
1. Une preuve de concept pour montrer que les algorithmes modernes d’apprentissage par renforcement peuvent rivaliser avec les acteurs humains professionnels. En décembre 2018, le robot StarCraft II de DeepMind, appelé AlphaStar, a vaincu pour la première fois les joueurs professionnels de Starcraft II dans le jeu[42]. Il a battu le joueur MaNA 5-0, bien que dans des conditions jugées injustes par certains. Une version plus équitable d'AlphaStar a atteint le statut de Grand Maître en août 2019, un accomplissement qualifié de « réalisation historique » dans le domaine de l'intelligence artificielle[43].
2. Un benchmark pour mesurer et améliorer les performances des algorithmes d'apprentissage par renforcement utilisés pour des environnements autres que StarCraft.